# Arietites
Arietites ist eine Gattung riesiger evoluter Ammoniten. Sie tritt im Unteren Sinemurium weltweit auf.

## Taxonomie

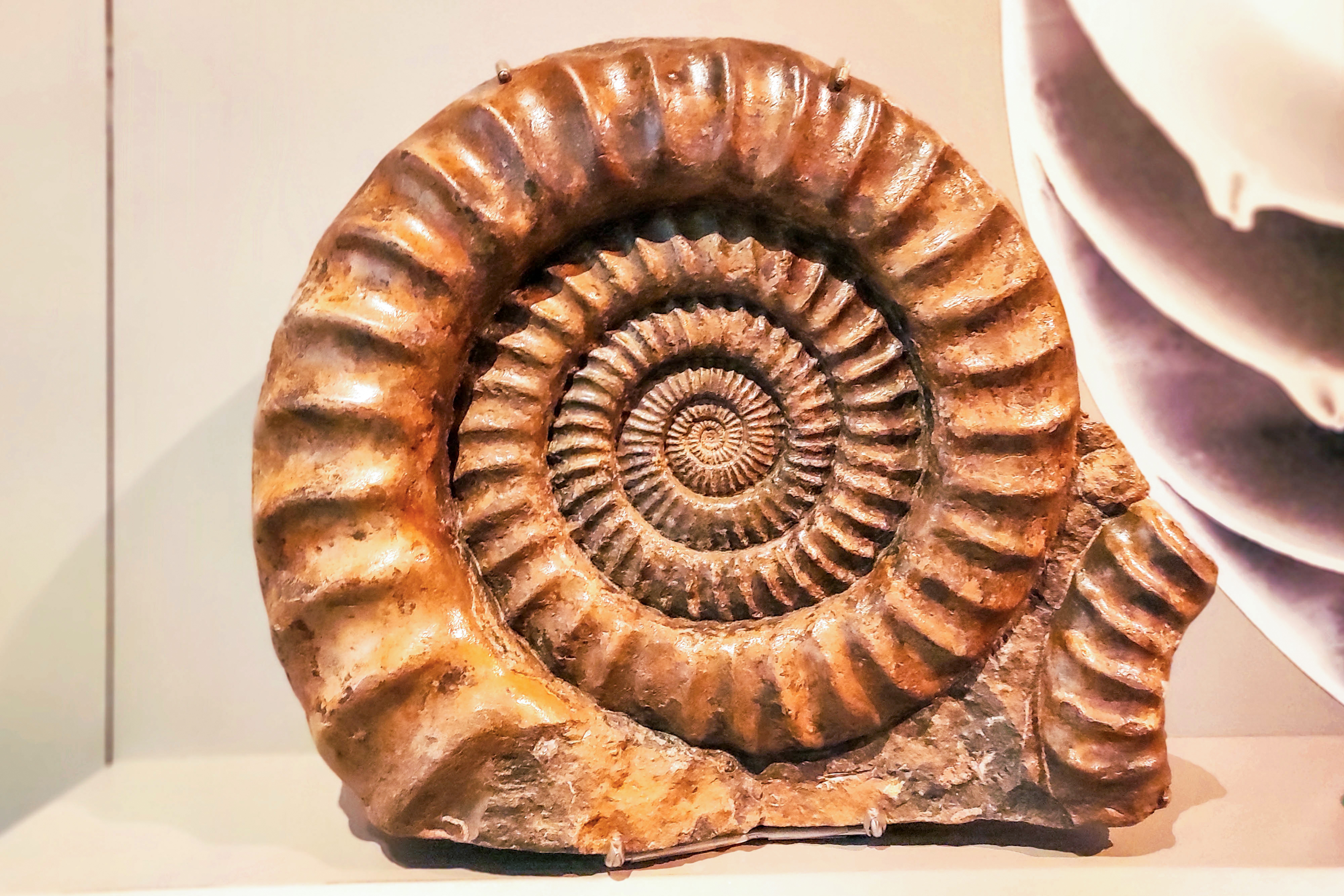
Arietites bucklandi aus Balingen

Die Gattung Arietites gehört zur Familie der Arietitidae (Unterfamilie Arietitinae) innerhalb der Überfamilie der Psiloceratoidea. Sie enthält folgende Taxa:
- Arietites ablongaris
- Arietites alcinoe Reynès, 1879
- Arietites anastreptoptychus Wähner, 1891, jetzt Paracaloceras subsalinarium Wähner
- Arietites bisulcatus
- Arietites bonnardii d’Orbigny, 1879
- Arietites brookei
- Arietites bucklandi Sowerby, 1816
- Arietites crossi
- Arietites gaudryi Reynès
- Arietites geometricus Oppel, 1856
- Arietites hettangiensis
- Arietites isis
- Arietites longicellus Quenstedt, 1858
- Arietites meigeni, jetzt Leptechioceras meigeni
- Arietites meridionalis Reynès
- Arietites obesulus J. F. Blake, 1876
- Arietites obtusus
- Arietites pinguis
- Arietites planaries Reynès, 1879
- Arietites quadratus E. Donovan, 1952
- Arietites radiatus C. T. Simpson, 1843
- Arietites retroversicostatus Canavari
- Arietites rotiformis Sowerby
- Arietites scunthorpense
- Arietites semicostatus A. T. Young & Bird, 1828
- Arietites sp.
- Arietites spiratissimus
- Arietites subsalinarius Wähner, 1891, jetzt Paracaloceras subsalinarium Wähner
- Arietites tenellus C. T. Simpson, 1855
- Arietites turneri
- Arieties westfalicus Lange, jetzt Coroniceras westfalicum Lange, 1925
- Arietites wichmanni Rothpletz, 1892.

Anmerkung: Arietites stellt heute nur noch einen rein morphologischen Begriff dar – bar jeder phylogenetischen Zuordnung. Eine Revision der Gattung steht noch aus, ihre Vertreter werden daher als Coroniceras (Arietites) vorerst unter Coroniceras eingeordnet.

### Phylogenese
Die Überfamilie der Arietitoidea (bzw. Arietitaceae) hatte sich zu Beginn der Oberhettangiums vor 199,7 Millionen Jahren aus der Überfamilie der Psiloceratoidea entwickelt. Aus ihr ging dann zu Beginn des Pliensbachiums vor 189,6 Millionen Jahren die Überfamilie der Hildoceratoidea (mit der Gattung Hildoceras) hervor.

## Beschreibung
Taxa der Gattung Arietites werden sehr groß, teils riesig. So kann Arietites bucklandi Riesenformen von über 80 Zentimeter Durchmesser entwickeln. Die flachen oder nur wenig ausgebeulten Flanken der Tiere sind transversal grob und relativ weitständig berippt, die geradlinig bis leicht gebogen durchziehenden, recht dicken Rippen verlieren sich jedoch auf der Innenseite der Gehäusewindungen. Die Rippen können auf der Ventralseite kleine Tuberkel tragen. Am abgeflachten oder leicht konvexen Venter verläuft ein nicht allzu hoher, schmaler, abgerundeter Kiel, der von einem longitudinalen Furchenpaar (Sulci) begleitet wird. Die Form des abgerundeten Windungsquerschnitts ist rechteckig bis nahezu quadratisch (mit einem Verhältnis Breite/Höhe von 0,9). Die Lobenlinie ist nur mittelmäßig eingefurcht. Der erste Lobensattel befindet sich auf derselben Höhe wie der Außensattel, kann ihn auch leicht überragen. Der Externlobus ist am tiefsten eingefurcht.

## Ammonitenzone
Das Taxon Arietites bucklandi bzw. Coroniceras bucklandi bildet die erste Ammonitenzone des Sinemuriums – die Bucklandi-Zone – und definiert den Beginn der Stufe. Sie folgt über der nach Schlotheimia angulata benannten Angulata-Zone des Hettangiums. Über sie legt sich die nach Arnioceras semicostatum benannte Semicostatum-Zone des unteren Sinemuriums.
Die Bucklandi-Zone besteht aus drei Subzonen, der Conybeari-Subzone benannt nach Metophioceras conybeari, der darüberliegenden Rotiforme-Subzone benannt nach Coroniceras rotiforme und der Bucklandi-Subzone benannt nach Arietites bucklandi. Die Conybeari-Subzone wird in drei Biozonen weiter unterteilt – Latisulcatum im Liegenden, darüber Rotarium und Conybeari im Hangenden. Die Latisulcatum-Biozone besteht aus drei Horizonten – Vermiceras quantoxiense, darüber Metophioceras sp. 2 sowie Metophioceras conybearoides.
Der Faunenwechsel von der Gattung Schlotheimia hin zu den Gattungen Vermiceras und Metophioceras definiert den GSSP des Sinemuriums in Somerset.
Die Rotarium-Biozone wird aus vier Horizonten aufgebaut – Epammonites rotarius im Liegenden, gefolgt von Metophioceras rouvillei, Coroniceras rotator und Vermiceras elegans im Hangenden. Die Conybeari-Biozone besteht nur aus dem Horizont Metophioceras conybeari.
Die Rotiforme-Subzone setzt sich zusammen aus den beiden Biozonen Hyatti im Liegenden und Schloenbachi im Hangenden. Die Hyatti-Biozone gliedert sich in die fünf Horizonte Epammonites silvestrei im Liegenden, gefolgt von Coroniceras cf. defneri, Coroniceras rotiforme, Coroniceras aff. rotiforme und Coroniceras caprotinum im Hangenden. Die Schloenbachi-Biozone besteht nur aus dem Horizont Coroniceras kridion.
Die Bucklandi-Subzone schließlich besitzt die drei Biozonen Coronaries im Liegenden, gefolgt von Isis sowie Bisulcatus im Hangenden. Die Coronaries-Biozone hat nur den Horizont Vermiceras scylla. Die Isis-Biozone besteht aus den drei Horizonten Arietites aff. isis, Arietites isis und Arietites aff. scunthorpense. Die abschließende Bisulcatus-Biozone enthält nur den Horizont Coroniceras multicostatum.

## Lebensweise
Die Individuen von Arietites waren schnellschwimmende marine Karnivoren, die vorwiegend im tiefen Subtidal und am Schelfabhang lebten.

## Arietenschichten und Arietenkalk

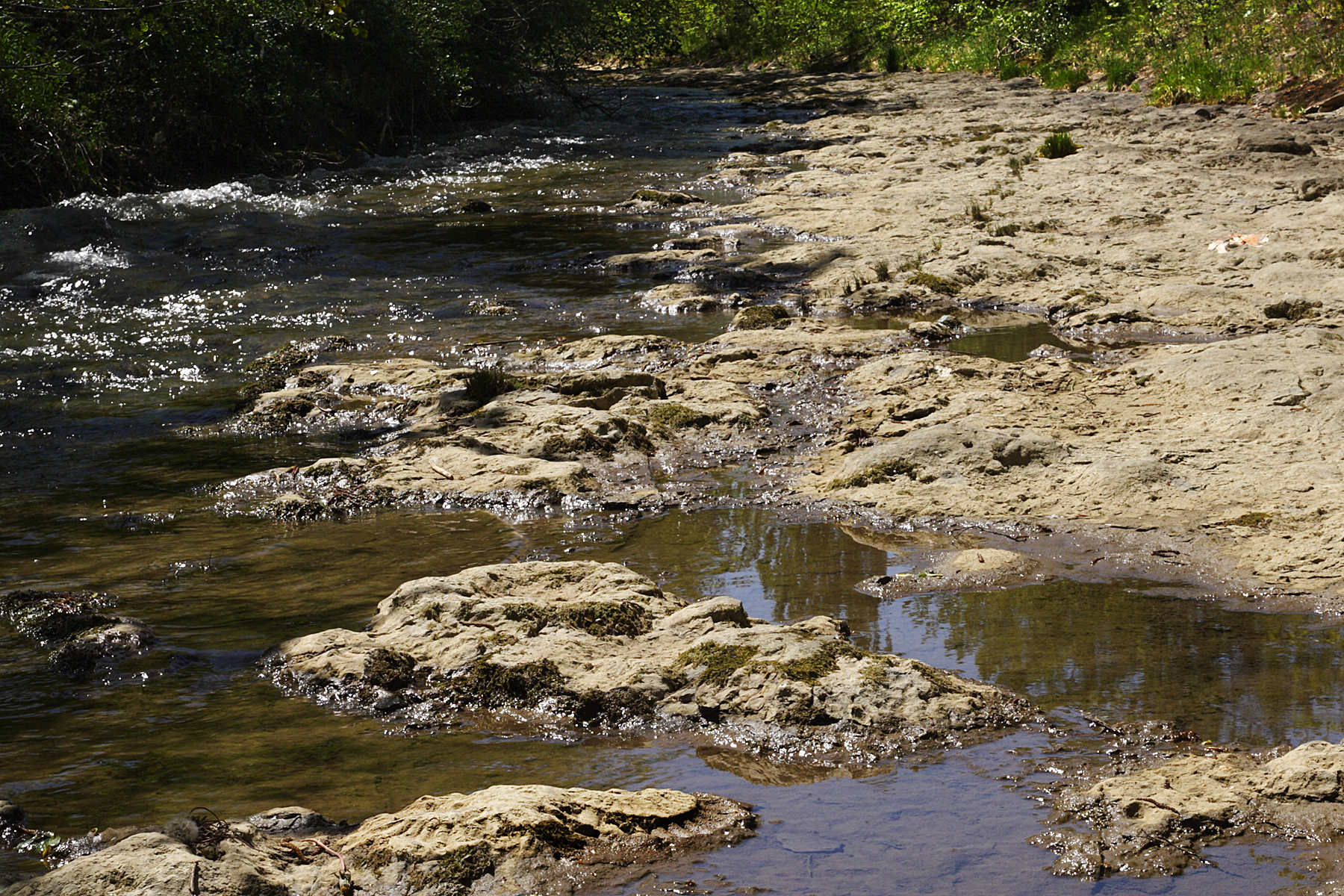
Arietenpflaster in der Steinlach bei Ofterdingen, Baden-Württemberg

Nach der Gattung Arietites wurden die Arietenschichten in Norddeutschland und der Arietenkalk des Süddeutschen Jura benannt. Sehenswert ist in diesem Zusammenhang das so genannte Schneckenpflaster aus Arietenkalk im Bachbett der Steinlach in Ofterdingen.

## Vorkommen
Fundstätten von Arietites in Deutschland sind Aldingen, Balingen (Endingen und Engstlatt), Blumberg, Bodelshausen, Kirchheim unter Teck, Ofterdingen, Rheinfelden (Adelhausen), Sankt Georgen, Stuttgart-Degerloch, Trossingen und Vaihingen an der Enz in Baden-Württemberg, Bündheim, Cremlingen und Rottorf am Klei in Niedersachsen, Bielefeld in Nordrhein-Westfalen, Hötensleben in Sachsen-Anhalt sowie die Seeberge bei Gotha in Thüringen.
In Österreich ist Lorüns in Vorarlberg anzuführen, in der Schweiz Frick im Kanton Aargau. In Frankreich erscheint die Gattung Arietites in den Westalpen im Oisans (im Becken von Le Bourg-d’Oisans). In Albanien wurde die Gattung Arietites bei Shkodra  aufgefunden und in Griechenland auf Kreta in den Talea Ori.
Außerhalb von Europa erscheint die Gattung Arietites in der Türkei bei Köserelik-Kizik (Provinz Tokat) sowie in Indonesien auf Timor.

## Photogalerie

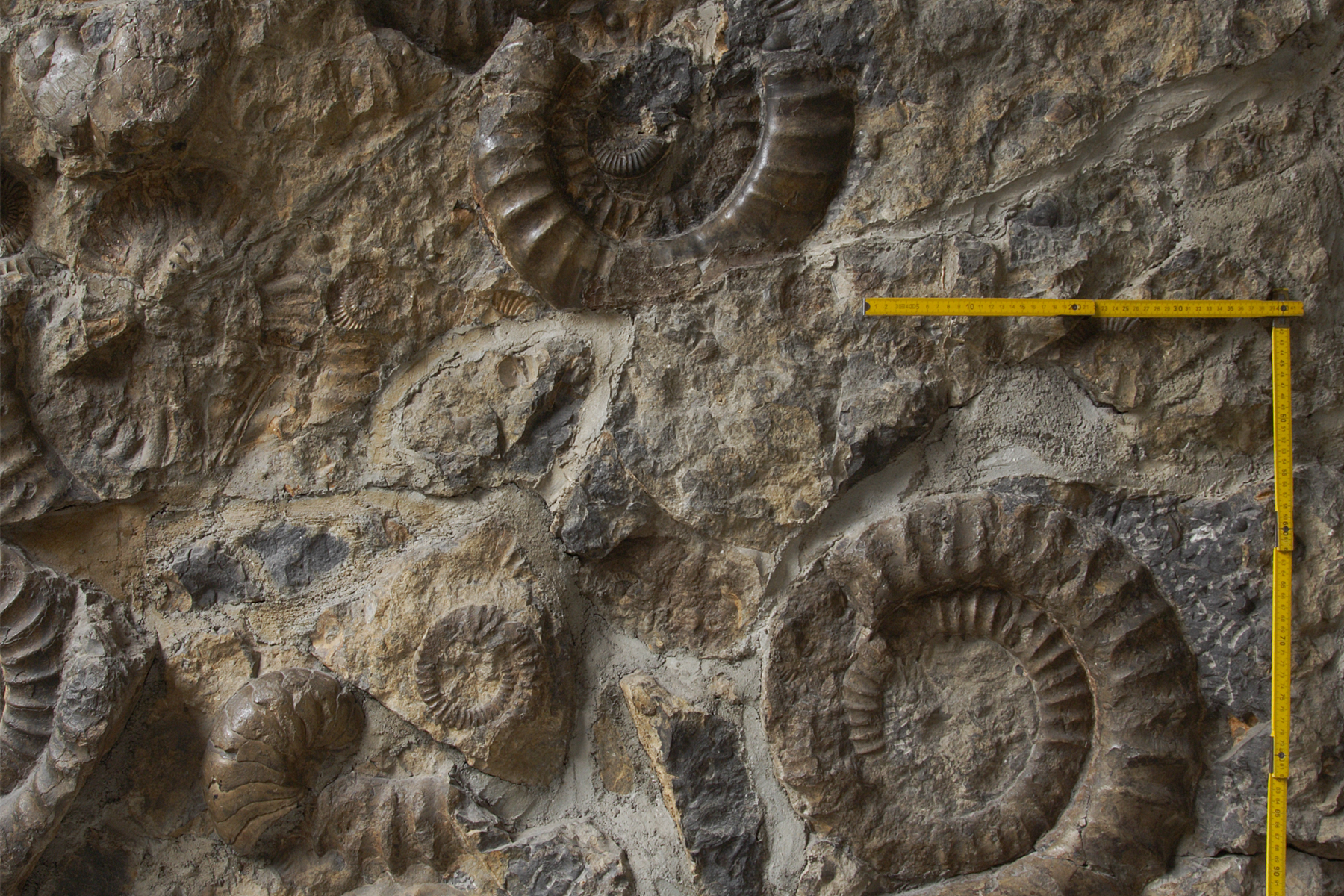
Arietenpflaster von Bodelshausen, (Jura Flachmeer), Baden-Württemberg
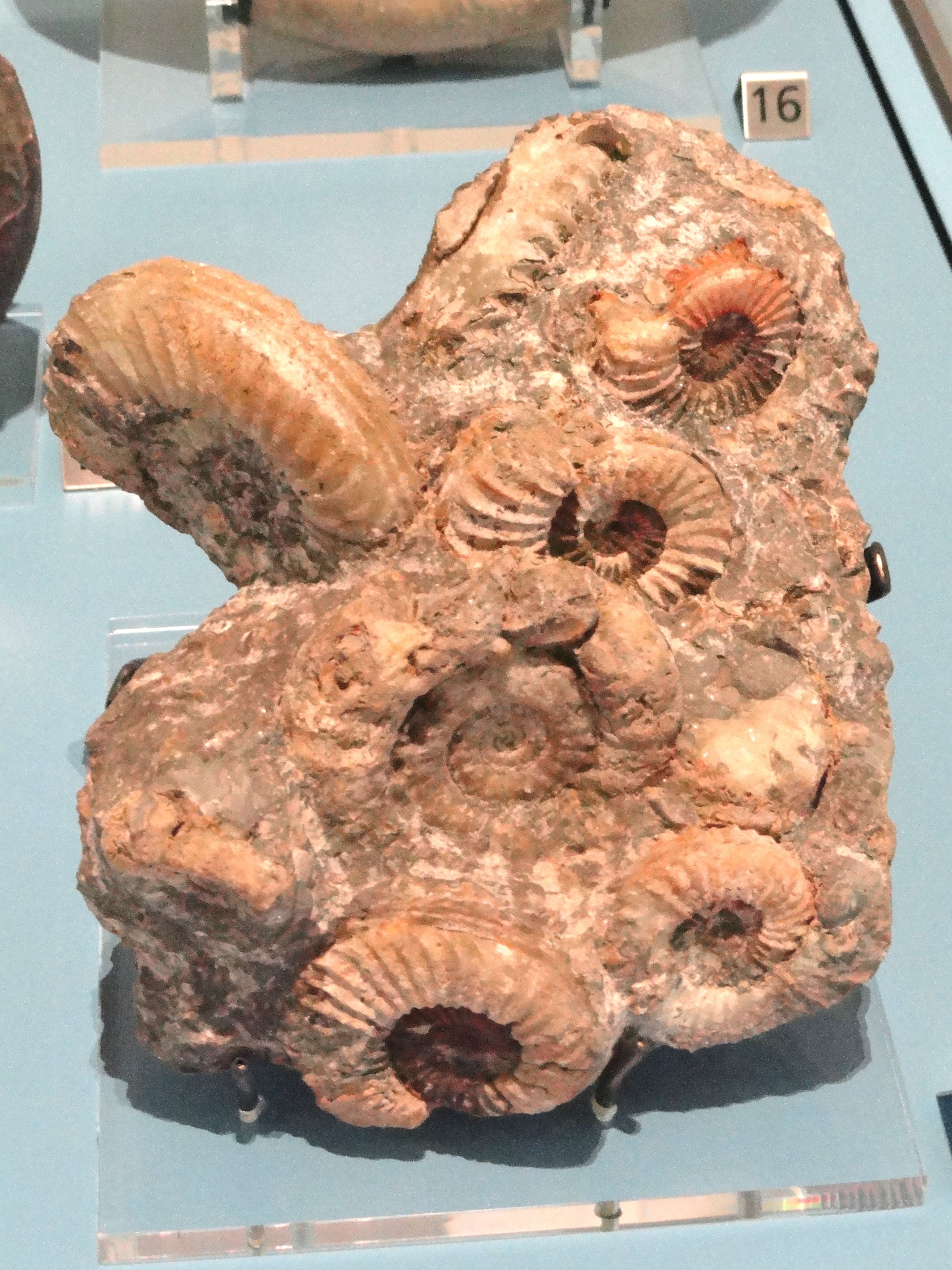
Arietites brookei – Lyme Regis
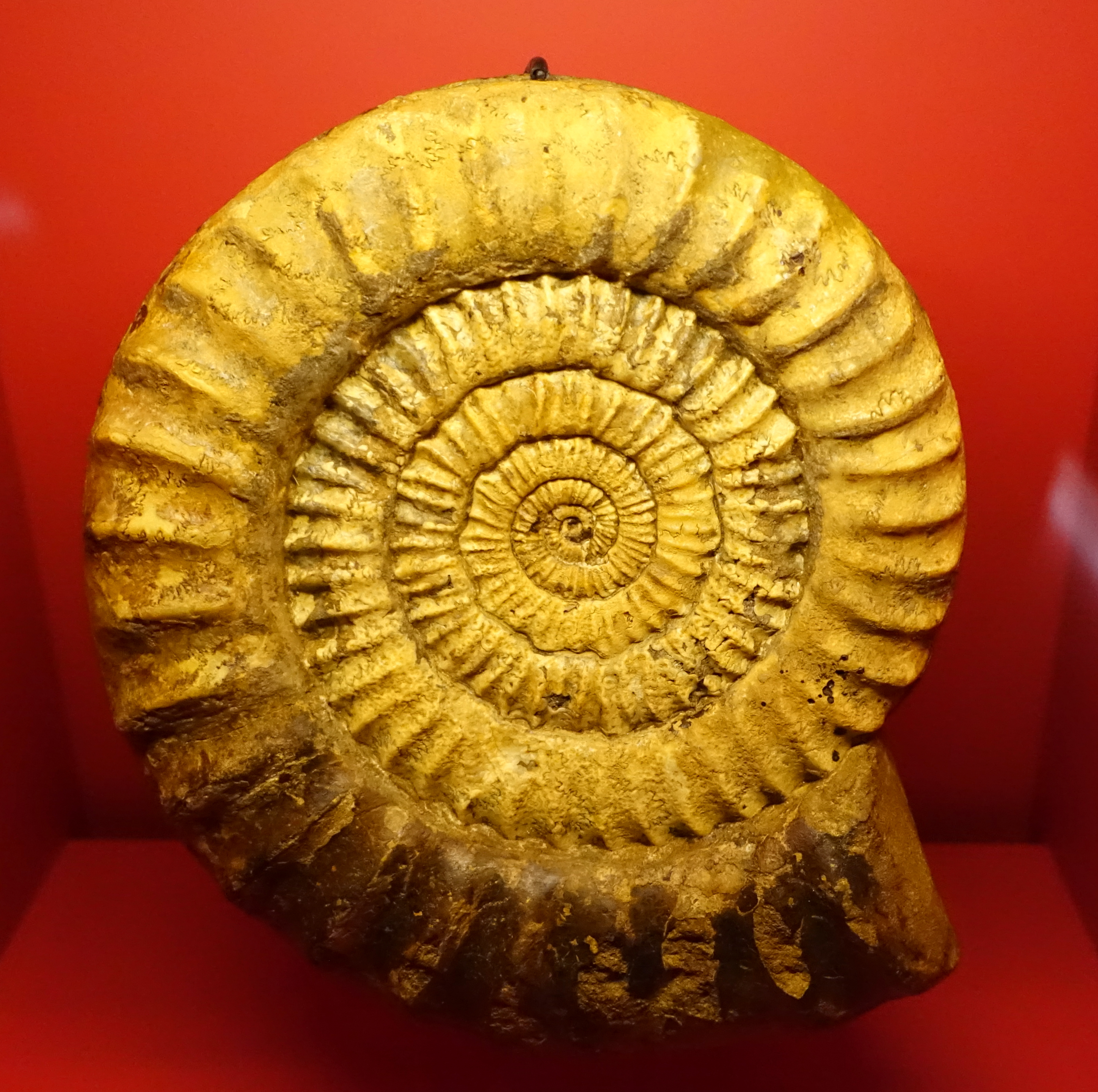
Arietites bucklandi aus Hötensleben
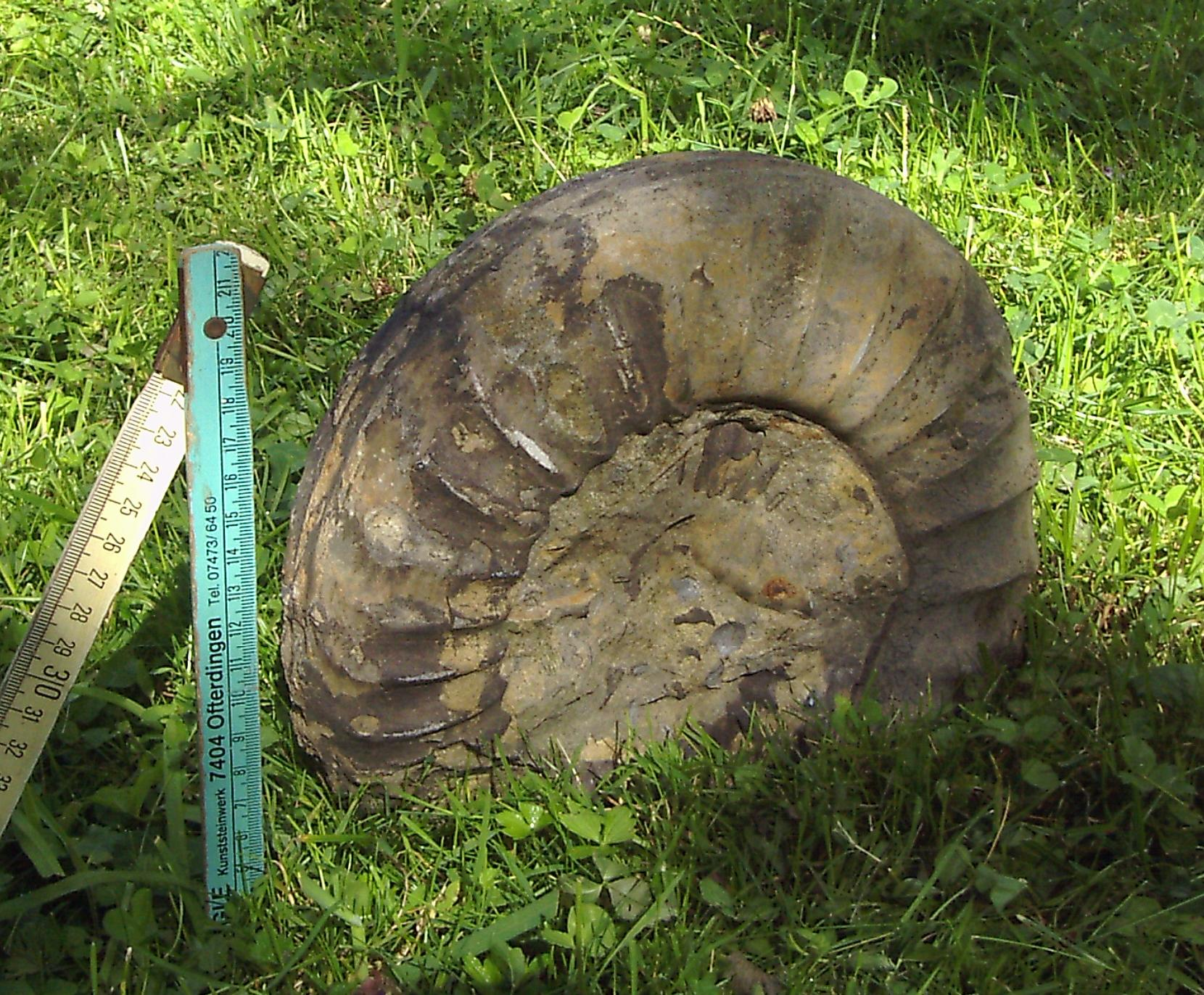
Arietites bucklandi aus Ofterdingen
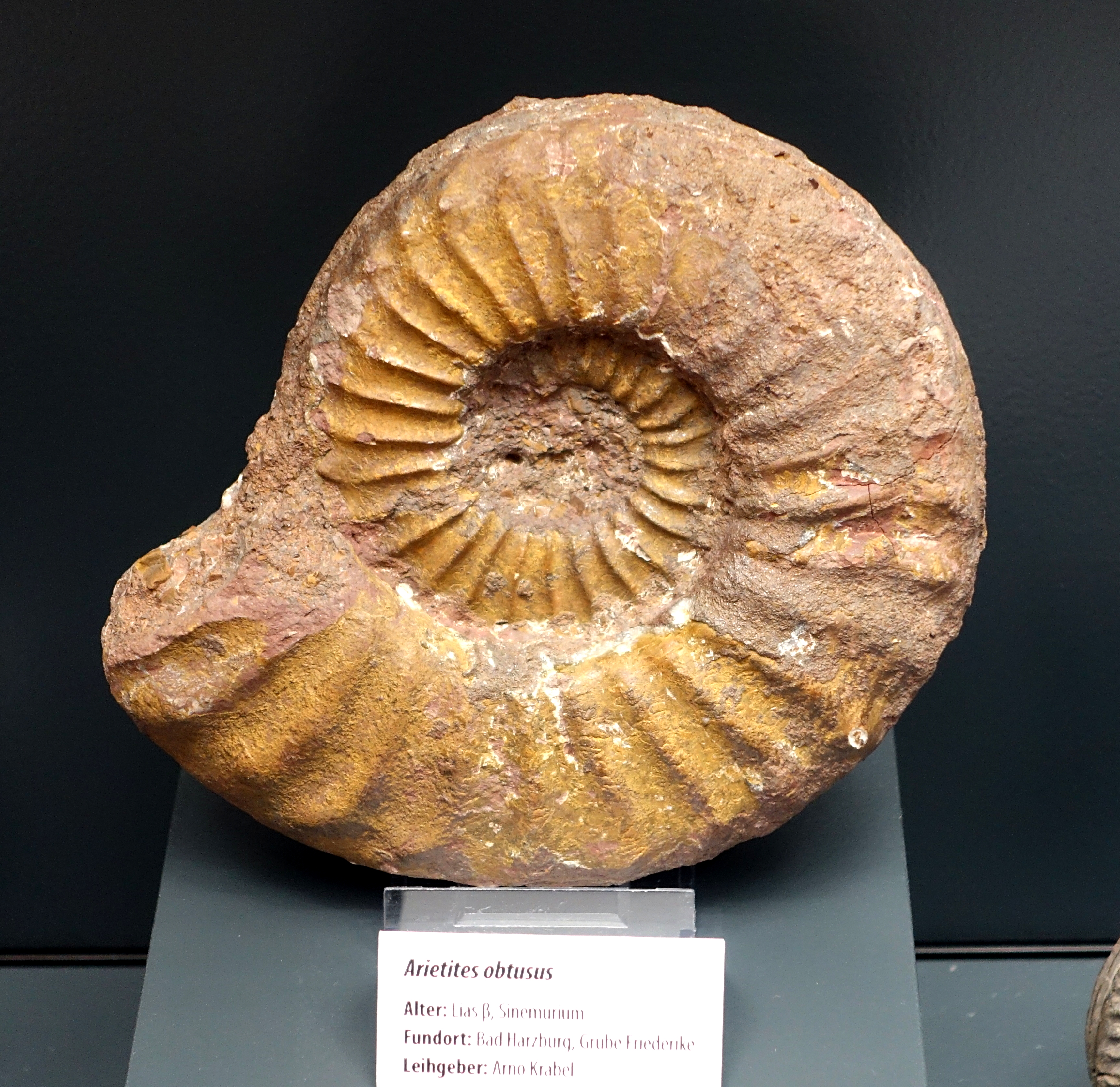
Arietites obtusus aus Bündheim (Bad Harzburg)